# اندرو هانتر (شناگر)
اندرو هانتر (به انگلیسی: Andrew Hunter) (زادهٔ ۲۵ ژوئیهٔ ۱۹۸۶) شناگر اهل بریتانیا است.